# Drôme Classic 2025
La 12e édition de la Drôme Classic (officiellement Faun Drôme Classic 2025), une course cycliste masculine sur route, a lieu en France dans le département de la Drôme le 2 mars 2025. Elle fait partie du calendrier UCI ProSeries 2025 (deuxième niveau mondial) en catégorie 1.Pro.

## Présentation
La course a lieu le lendemain de l'Ardèche Classic, autre course de l'UCI ProSeries 2025.

### Parcours
Au départ d'Étoile-sur-Rhône, le parcours traverse les communes de Montoison, Montmeyran, Upie, Eurre, Allex, pour refermer la boucle à Étoile-sur-Rhône. Cette boucle est parcourue deux fois et demie, jusqu'à Allex, où le trajet part pour une boucle vers le sud en passant par Grane, Roynac et Marsanne. De retour à Grane, puis Allex, les coureurs reviennent pour l'arrivée à Étoile-sur-Rhône après 189 kilomètres. Ils doivent franchir au total seize difficultés répertoriées dont certaines à deux ou trois reprises. Dans les 25 derniers kilomètres, les cinq dernières côtes à escalader sont successivement le col de la Grande limite, le col des Roberts, la côte de Grane, le Mur d'Allex et le Plateau du Soulier franchi à huit kilomètres de l'arrivée.

### Équipes participantes
| WorldTeams (13)- UAE Team Emirates XRG - Team Visma \| Lease a Bike - Soudal Quick-Step - Lidl-Trek - Groupama-FDJ - Decathlon AG2R La Mondiale Team - EF Education-EasyPost - Movistar Team - Intermarché-Wanty - Team Picnic-PostNL - Cofidis - Arkéa-B&B Hotels - XDS Astana Team ProTeams (6)- Tudor Pro Cycling Team - Lotto - Israel-Premier Tech - Team TotalEnergies - Q36.5 Pro Cycling Team - Unibet Tietema Rockets Équipes continentales (4)- Saint Michel-Preference Home-Auber 93 - Van Rysel-Roubaix - CIC U Nantes - Nice Métropole Côte d'Azur |
| |

## Classements

### Classement final
| \| Classement général \| Classement général \| Classement général \| Classement général \| Classement général \| \| Coureur \| Coureur \| Pays \| Équipe \| Temps \| \| ------------------ \| ------------------- \| ------------------ \| -------------------------- \| ------------------ \| \| 1er \| Juan Ayuso \| Espagne \| UAE Team Emirates XRG \| 4 h 31 min 48 s \| \| 2e \| Mattias Skjelmose \| Danemark \| Lidl-Trek \| + 23 s \| \| 3e \| Ben Tulett \| Royaume-Uni \| Team Visma \\| Lease a Bike \| + 1 min 15 s \| \| 4e \| Marc Hirschi \| Suisse \| Tudor Pro Cycling Team \| + 1 min 15 s \| \| 5e \| Andrea Bagioli \| Italie \| Lidl-Trek \| + 1 min 15 s \| \| 6e \| Dorian Godon \| France \| Decathlon-AG2R La Mondiale \| + 1 min 15 s \| \| 7e \| Clément Champoussin \| France \| XDS Astana Team \| + 1 min 15 s \| \| 8e \| Quinn Simmons \| États-Unis \| Lidl-Trek \| + 1 min 15 s \| \| 9e \| Warren Barguil \| France \| Team Picnic-PostNL \| + 1 min 15 s \| \| 10e \| Lorenzo Fortunato \| Italie \| XDS Astana Team \| + 1 min 15 s \| |                     |             |                            |                 |
| |                     |             |                            |                 |
| Source : ProCyclingStats |                     |             |                            |                 |
| Classement général |                     |             |                            |                 |
| Coureur | Coureur             | Pays        | Équipe                     | Temps           |
| 1er | Juan Ayuso          | Espagne     | UAE Team Emirates XRG      | 4 h 31 min 48 s |
| 2e | Mattias Skjelmose   | Danemark    | Lidl-Trek                  | + 23 s          |
| 3e | Ben Tulett          | Royaume-Uni | Team Visma \| Lease a Bike | + 1 min 15 s    |
| 4e | Marc Hirschi        | Suisse      | Tudor Pro Cycling Team     | + 1 min 15 s    |
| 5e | Andrea Bagioli      | Italie      | Lidl-Trek                  | + 1 min 15 s    |
| 6e | Dorian Godon        | France      | Decathlon-AG2R La Mondiale | + 1 min 15 s    |
| 7e | Clément Champoussin | France      | XDS Astana Team            | + 1 min 15 s    |
| 8e | Quinn Simmons       | États-Unis  | Lidl-Trek                  | + 1 min 15 s    |
| 9e | Warren Barguil      | France      | Team Picnic-PostNL         | + 1 min 15 s    |
| 10e | Lorenzo Fortunato   | Italie      | XDS Astana Team            | + 1 min 15 s    |

## Liste des participants
| Légende | Légende                                                                    | Légende | Légende                                                    |
| ------- | -------------------------------------------------------------------------- | ------- | ---------------------------------------------------------- |
| Num     | Dossard de départ porté par le coureur sur la Drôme Classic                | Pos     | Position à l'arrivée de la course                          |
|         | Indique un maillot de champion national ou mondial, suivi de sa spécialité | NP      | Indique un coureur qui n'a pas pris le départ de la course |
| AB      | Indique un coureur qui n'a pas terminé la course                           | HD      | Indique un coureur qui a terminé la course hors des délais |
| DSQ     | Indique un coureur qui a été disqualifié de la course                      |         |                                                            |

### Classements UCI
La course attribue des points au Classement mondial UCI 2025 selon le barème suivant :
| Position   | 1er | 2e  | 3e  | 4e  | 5e | 6e | 7e | 8e | 9e | 10e | 11e | 12e | 13e | 14e | 15e | 16e à 30e | 31e à 40e |
| Classement | 200 | 150 | 125 | 100 | 85 | 70 | 60 | 50 | 40 | 35  | 30  | 25  | 20  | 15  | 10  | 5         | 3         |